# Phrygilus atriceps
Phrygilus atriceps là một loài chim trong họ Thraupidae.